# Gilmara Justino
Gilmara Justino, meglio conosciuta come Gil (Piracicaba, 13 marzo 1981), è una cestista brasiliana.

## Carriera
Con il Brasile ha disputato tre edizioni dei Campionati americani (2011, 2015, 2017).